# تانر یالچین
تانر یالچین (انگلیسی: Taner Yalçın؛ زادهٔ ۱۸ فوریهٔ ۱۹۹۰) بازیکن فوتبال اهل ترکیه است.
از باشگاه‌هایی که در آن بازی کرده‌است می‌توان به باشگاه فوتبال کلن، باشگاه ورزشی کایسری ارجیسپور، باشگاه فوتبال استانبول باشاک‌شهر، باشگاه فوتبال قیصریه‌اسپور، و باشگاه فوتبال الازیغ‌اسپور اشاره کرد.
وی همچنین در تیم‌های ملی فوتبال جوانان ترکیه، Turkey national under-19 football team، جوانان آلمان، و جوانان آلمان، و زیر ۲۱ سال آلمان بازی کرده‌است.